# Nana (manga)
NANA (ナナ?) är en pågående shōjomanga av den japanska serietecknaren Ai Yazawa. Serien går i den japanska mangatidningen Cookie som publiceras av Shueisha. I nuläget har 21 volymer kommit ut på japanska. Serien har animerats för TV av studion Madhouse och blev sammanlagt 47 avsnitt.

## Handling
Nana Osaki och Nana Komatsu träffas på tåget till Tokyo av en slump, när de råkar sätta sig bredvid varandra. De träffas senare återigen i Tokyo och bestämmer sig då för att dela lägenhet med varandra. Deras lägenhet har rumsnumret 707. Siffran 7 uttalas "nana" på japanska, vilket ger numret betydelsen "Nana och Nana", ett återkommande skämt i serien. Trots att de båda Nana är helt olika varandra tycker de om och respekterar varandra. Serien följer deras liv i Tokyo medan de kämpar för att följa sina drömmar och växa som individer. Serien berättas främst utifrån Nana Komatsus perspektiv, men bitvis även av Nana Osaki. 

## Rollfigurer
Nana Osaki (大崎ナナ Ōsaki Nana?) a.k.a Nana (ナナ?) eller "Nana O."
Hon är en punksångerska, vars dröm är att kunna leva på sin musik. Hon växte upp hos sin farmor efter att hennes mamma övergav henne och har ingen aning om vem hennes far är. Hon sjöng tidigare i ett band där även hennes pojkvän och sambo Ren spelade bas. Ren blev dock erbjuden en chans att debutera som musiker i Tokyo när gitarristen i det populära bandet Trapnest (förkortat T-nest eller Toranesu i den japanska utgåvan). Han erbjöd Nana att flytta till Tokyo tillsammans med honom, men hon valde att stanna kvar med sitt band, Black Stones (förkortat BLAST) istället för att inte förlora sin självständighet och sin stolthet. De gör motvilligt slut med varandra.  Nana flyttar senare till Tokyo för att satsa på en karriär som musiker.
Nana Komatsu (小松奈々 Komatsu Nana?) a.k.a Hachi (ハチ?) eller "Nana K."
Hon är Nana Osakis totala motsats. Hon är uppvuxen i ett varmt och välkomnande hem tillsammans med sina föräldrar och två systrar. Hennes uppväxt var trygg. Hon får senare smeknamnet Hachi (efter hunden Hachikō som blev känd på grund av sin trofasthet). Nana har en ovana att bli kär vid första ögonkastet och har svårt att vara sig själv inför den hon är tillsammans med. Hon är ofta osäker på sig själv, upplevs som ombytlig och försöker ständigt spela rollen av den perfekta flickvännen. När någonting går fel förlitar hon sig alltid på att andra ska hjälpa henne ur knipan. I samband med att hennes vänner och pojkvän flyttar till Tokyo för att studera bestämmer hon sig för att följa efter ett år senare, efter att ha samlat ihop tillräckligt med pengar. Hennes dröm är att bli en självständig kvinna samt att få gifta sig med sin pojkvän, men vägen dit är lång.
Ren Honjo (本城蓮 Honjō Ren?) a.k.a Ren (レン?)
Ren är gitarrist i det populära bandet Trapnest. Han var tidigare sambo med Nana Osaki. Han övergavs som bebis och har ingen aning om vilka hans föräldrar är. Hans förebild är Sid Vicious i punkbandet Sex Pistols.
Nobuo Terashima (寺島伸夫 Terashima Nobuo?) a.k.a. Nobu (ノブ?)
Nobu är jämnårig med Nana Osaki och gick i samma klass som henne tills hon hoppade av gymnasiet. Han spelar gitarr och drömmer om att göra Nana till en stor stjärna. Han såg till att Nana och Ren, som han kände från högstadiet, möttes. Hans hyser djup vänskap för Nana och tog mycket illa vid sig när Ren övergav både henne och bandet.
Yasushi Takagi (高木泰士 Takagi Yasushi?) a.k.a. Yasu (ヤス?)
Yasu är bandet BLASTs ledare och trummis. Han växte upp på samma barnhem som Ren och är mycket beskyddande gentemot honom och de andra i bandet. Han är allvarligt lagd och drömmer om en trygg framtid där han inte behöver oroa sig för morgondagen. Han är utbildad till advokat. Han är inspirerad visuellt av den brittiska skinheadstilen.
Shinichi Okazaki (岡崎真一 Okazaki Shin'ichi?) a.k.a. Shin (シン?)
Shin tas in som ny basist när BLAST återuppstår i Tokyo. Han är 15 år gammal och har rymt hemifrån. Han har problem med sin familj och undviker kontakt med dem. Det framgår senare att han är uppvuxen i Sverige. Det innebär att han är ett kikokushijo (ett japanskt barn uppvuxet och utbildat utanför Japan). Det är möjligt att han kan ha utländskt påbrå via en otrohetsaffär från hans mammas sida. Han fattar snabbt förtroende för den omtänksamma Nana Komatsu och ser henne som sin surrogatmamma. Shins musikaliska förebild är Ren Honjo i Trapnest.
Shoji Endo (遠藤章司 Endō Shōji?)
Shoji är Nana Komatsus vän och senare även pojkvän. Han känner till Nanas problem, men älskar henne ändå. Shoji är tålmodig men inte särskilt viljestark. Han drar sig ofta för svåra beslut.
Junko Saotome (早乙女淳子 Saotome Junko?), Jun-chan.
Jun är Nana Komatsus väninna från gymnasiet. Hon är konstnärlig och intelligent. Hon tvekar aldrig att säga rakt ut till Nana vad hon tycker, men kan trots det inte låta bli att ta hand om och oroa sig för sin hopplösa vän. Jun är tillsammans med Kyosuke. Hon gick i samma klass som Shoji på högstadiet. I mangan har hon hand om extramaterialet i slutet av varje bok, där hon driver baren Junkos salong.
Kyosuke Takakura (高倉京助 Takakura Kyosuke?)
Kyosuke är Juns pojkvän och Shojis vän från gymnasiet. Han är omtänksam och avslappnad. Han är svag för Nana, vilket ofta får Jun att bli arg på honom.
Takumi Ichinose (一ノ瀬巧 Ichinose Takumi?) a.k.a Takumi (タクミ?)
Takumi är bandet Trapnests ledare. Han anses vara perfektionist och styr bandet med järnhand.
Layla Serizawa (芹澤レイラ Serizawa Reira?) a.k.a Reira (レイラ?)
Layla är bandet Trapnests sångerska. Hon prisas för sin fantastiska röst. Hon har delvis amerikanskt påbrå och fick sitt namn Layla efter Eric Claptons kända låt med samma namn.
Naoki Fujieda (藤枝直樹 Fujieda Naoki?)
Naoki är bandets Trapnests trummis.

## Japansk utgivning
NANA gick först som avslutade berättelser i Cookie, som på den tiden gavs ut som ett komplement till mangatidningen Ribon, en tidning med shoujomanga som riktas till en mycket yngre läsekrets än NANA. Dessa kapitel finns samlade i den första volymen av NANA. När Cookie sedan började ges ut som månadstidning blev NANA dess stora affischnamn, då serien blev följetong i samband med detta (från volym 2 av NANA och framåt).

## Svensk utgivning
NANA släpps på svenska av Egmont Kärnan med start i december 2008. Seriens översättning görs av My Bergström. 

## NANA som film
Två live action filmer har kommit också, NANA (2005) och NANA 2 (2006). Ett flertal av skådespelarna återupprepade sina roller i uppföljaren, men tre av huvudrollerna fick bytas ut då skådespelarna i den första filmen hoppade av.